# Малый Сирет
Малый Сирет (укр. Малий Серет) — река на Украине, протекает по территории Черновицкого района Черновицкой области. Правый приток Сирета (бассейн Дуная).
Длина реки 61 км, площадь бассейна — 567 км2. Долина реки в районе села Банилов-Подгорный V-образная, шириной до 600 м, ниже — трапециеобразная, ширина её достигает 2—2,5 км. Пойма двусторонняя, шириной 80—200 м. Русло преимущественно извилистое, разветвлённое, много островов. Ширина реки 8—15 м, на отдельных участках — до 35 м. Уклон реки — 12 метров на километр. Берега реки частично укреплены.
Река берет начало на северо-восточных склонах Покутско-Буковинских Карпат, юго-западнее села Банилов-Подгорный. Течёт сначала на север, затем поворачивает на северо-восток и восток. В среднем и нижнем течении течёт на юго-восток, затем на восток. Впадает в Сирет восточнее села Сучевены.
Правые притоки: Суналь, Фундоя, Миндра, Серетель, Переуца, Карчешка, Томешкуль. Левые притоки: Гильча, Солонец Великий, Пантен, Гойнец, Кривец, Черновец, Аршовец.